# Тринидад (корабль)
«Тринидад» (исп. Trinidad — «Троица») — флагман первого кругосветного плавания Фернана Магеллана.
«Тринидад» был караккой водоизмещением 100 тонн (или 110 тонн согласно Моррисону) с прямыми квадратными парусами на фок-мачте и грот-мачте и косым (латинским/треугольным) на бизань-мачте. Водоизмещение кораблей вызывает разногласия. По мнению одних авторов тонна тех времён примерно соответствует современной, по мнению других одна тонна магеллановых кораблей соответствует 2,43 современной тонны. Первоначальный экипаж корабля состоял из 61 человека.
В отличие от «Виктории», которая под командованием капитана Элькано вернулась в Испанию из кругосветного плавания западным путем через Индийский океан, «Тринидад» безуспешно пытался переплыть Тихий океан на восток, в Новую Испанию или современную Мексику. После смерти Магеллана и сожжения «Консепсьона» («Сан-Антонио» и «Сантьяго» были потеряны раньше: «Сантьяго» разбился у берегов Патагонии, «Сан-Антонио» под командованием Эстебана Гомеса, поднявшего мятеж и арестовавшего капитана Мишкиту, ушел в Испанию) «Виктория» и «Тринидад» достигли Тидоре (индон. Pulau Tidore) 8 ноября 1521 года. В середине декабря оба судна попытались отплыть с грузом гвоздики, но почти сразу же на «Тринидаде» началась сильная течь. Проверка показала, что проблема серьезная. Было решено, что «Виктория» отправится в Испанию, а «Тринидад» останется на ремонт.
6 апреля 1522 года «Тринидад» покинул Тидоре с грузом 50 тонн гвоздики. Его капитаном был Гонсало Гомес де Эспиноса, «альгвасил» (должность, аналогичная судье, судебному приставу) Магеллана, хороший солдат, но не моряк. Через десять дней «Тринидад» достиг одного из Марианских островов, где три человека дезертировали с корабля, после чего направился на северо-восток. Де Эспиноса, видимо, пытался достичь западных «преимущественных ветров» («Westerlies»), но не нашел их, возможно из-за летних муссонов. Он достиг 42 или 43 градуса с. ш. при чрезвычайно плохой погоде. Началась цинга, 30 человек умерли, осталось только 20 человек, управлявших кораблем. Через пять месяцев после отплытия он повернул назад и два месяца спустя достиг одного из Молуккских островов.
Мятежник Эстебан Гомес по возвращении в Испанию обвинил Магеллана в мятеже, но и сам попал в тюрьму после обвинения в дезертирстве. Король Португалии объявил Магеллана дезертиром. В мае флот из семи португальских кораблей под командованием Антониу де Бриту достиг Тидоре, намереваясь арестовать Магеллана. Де Эспиноса послал де Бриту письмо с просьбой о помощи. Де Бриту послал вооруженную экспедицию, чтобы захватить «Тринидад», но вместо вооруженного сопротивления посланный отряд обнаружил только корабль на грани гибели и экипаж на грани смерти. «Тринидад» был захвачен португальцами, после чего отплыл обратно в Тернате (индон.  Pulau Ternate), где ему заменили паруса и оснастку. Стоя на якоре под португальским контролем, корабль попал в шторм и разбился.
Большинство членов команды «Тринидада» погибли на каторге в Индии. Только четверо из выживших вернулись в Европу. Хуан Родригес вернулся на португальском корабле. Остальные трое — капитан де Эспиноса, моряк и летописец экспедиции Джинес де Мафра и норвежский канонир Ханс Варге (или Берген) — провели два года на тяжелых работах, прежде чем были отправлены в Лиссабон и снова в тюрьму. Варге умер в португальской тюрьме. Де Эспиноса в последний раз упоминается в 1543 году как испанский инспектор судов
(В некоторых источниках указывается на пятерых выживших и на другое имя и национальность канонира).
Де Мафра, последний из тех, кого освободили из-за многочисленных документов, которыми он располагал (сохранил), со временем стал штурманом — отчасти благодаря опыту, приобретенному в экспедиции Магеллана. В 1541 году он был назначен штурманом «Сан-Хуана» под командованием Руя Лопеса де Вильялобоса; два года спустя, потерпев крушение на филиппинском острове, он написал об экспедиции Магеллана, ожидая ремонта корабля. Здесь экспедицию Магеллана хорошо помнили члены королевской семьи, и в конце концов де Мафра вместе с 29 другими людьми предпочел остаться на Филиппинах, а не продолжать неудавшуюся экспедицию. Заметки де Мафра оставались неопубликованными до 1920 года, когда были обнаружены.